# Живописцев, Виктор Петрович
Ви́ктор Петро́вич Живопи́сцев (22 сентября 1915 года — 22 октября 2006 года, Пермь) — советский химик, доктор химических наук, профессор, заведующий кафедрой аналитической химии (1967–1989), ректор Пермского государственного университета (1970–1987), вошедший в историю вуза как «ректор-строитель». Заслуженный деятель науки РСФСР (1973).

## Биография
Виктор Петрович Живописцев родился 22 сентября 1915 года в селе Сабарка Суксунского района Пермской губернии (ныне — Пермский край). После окончания с отличием Оханского педагогического техникума в 1933 году поступил на химический факультет Пермского государственного университета, который закончил в 1938 году и был оставлен ассистентом на кафедре аналитической химии.
Участвовал в Великой Отечественной войне, пройдя путь от солдата 32-го отдельного сапёрного батальона до начальника химической лаборатории 1-го Дальневосточного фронта.
После войны вернулся к педагогической и научной деятельности. В 1951 году защитил кандидатскую диссертацию «Высокомолекулярные комплексные соединения диантипирилметана с кадмием и кобальтом и их применение в неорганическом анализе», а в 1952 году был переведён на должность доцента кафедры органической химии. В 1965 году одним из первых в ПГУ защитил докторскую диссертацию («Производные антипирина как аналитические реагенты») и был избран профессором кафедры органической химии.
С 1967 по 1989 год — заведующий кафедрой аналитической химии Пермского государственного университета.
С июля 1970 года по 12 марта 1987 год В. П. Живописцев был ректором Пермского государственного университета и председателем Совета ректоров вузов Перми. Также много лет входил в состав Научного совета по аналитической химии Академии наук СССР, в 1971 году был делегатом XXIV съезда КПСС, а в 1977 — XVI съезда профсоюзов СССР, несколько раз избирался членом Пермского обкома КПСС.
Виктор Петрович Живописцев скончался 22 октября 2006 года в Перми.
Супруга — Зоя Дементьевна Филиных (1919—2008), директор библиотеки Пермского университета в 1949—1987 годах.

## Научная и организационная деятельность
Сферой научных интересов Виктора Петровича были «целенаправленный синтез новых органический соединений, изучение процессов их комплексообразования с неорганическими ионами и выход в практику применения синтезированных соединений в неорганическом анализе». Также одним из направлений работы было исследование химических реагентов — пиразолонов — и их использование. Пермская школа аналитиков, возглавляемая В. П. Живописцевым, получила широкую известность в стране.
В. П. Живописцев был инициатором и первым научным руководителем лаборатории органических реагентов, которая была открыта в январе 1973 года при кафедре аналитической химии.
В. П. Живописцевым опубликовано более 300 научных статей, получено 56 авторских свидетельств на изобретения. В соавторстве с Е. А. Селезнёвой в 1975 году в издательстве «Наука» была издана монография «Аналитическая химия цинка». Под его руководством подготовлено 25 кандидатов и 2 доктора наук.
По инициативе ректора В. П. Живописцева был создан Музей истории Пермского университета (приказ № 3 от 6 января 1973 года).
В историю Пермского университета В. П. Живописцев вошёл как ректор-строитель. В течение 17 лет его ректорского срока (1970—1987) учебные, научные и производственные площади университета выросли более чем в два раза. Под его руководством построены химический корпус (№ 6), студенческий Дом культуры (корпус № 7), экономический корпус (корпус № 12), двухзальный спортивный корпус (№ 10), четыре студенческих общежития (№ 2, 5, 6, 7), лыжная база, столовая на 530 посадочных мест (сегодня — корпус юридического факультета № 9), профилакторий.

## Награды
за военные заслуги
- Орден Отечественной войны 2 степени
- Медаль «За Победу над Германией в Великой Отечественной войне 1941—1945 гг.»
- Медаль «За победу над Японией»

за заслуги перед государством и обществом
- Орден Трудового Красного Знамени
- Орден Дружбы народов
- Орден «Знак Почёта»
- Медаль «За трудовое отличие»
- награждён знаком «Почётный работник высшего профессионального образования Российской Федерации»

## Память
- 22 октября 2010 года на фасаде химического корпуса Пермского государственного университета открыта мемориальная доска[1].